# Palacio Rúspoli
El Palacio Rúspoli es un palacio aristocrático de estilo renacentista del siglo XVI ubicado en la Vía del Corso número 418, donde se cruza con Largo Carlo Goldoni y la Piazza di San Lorenzo en Lucina, en el Rione IV de Campo Marzio en el centro de Roma, Italia.

## Descripción

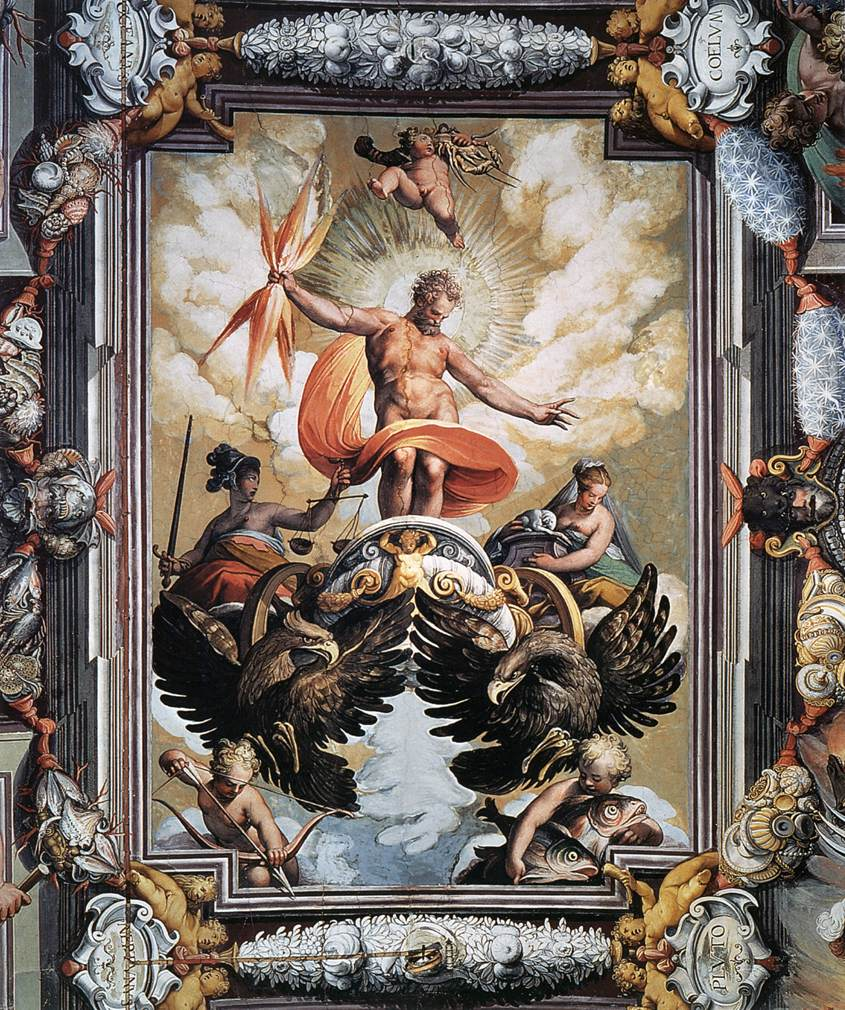
Frescos de Zucchi en el techo de la galería

En el siglo XVI, el palacio fue el hogar de la familia Jacobbili, y en 1583, fue vendido a la familia mercantil florentina de los Rucellai. Encargaron la terminación del palacio a Bartolomeo Ammannati. Consolidó la larga fachada de tres pisos a lo largo de vía de Corso y agregó una logia a lo largo del patio interior, pintada con frescos de Jacopo Zucchi y utilizada para exhibir la colección de esculturas antiguas de la familia.
En 1629, los palacios fueron adquiridos por la familia Gaetani, quienes encargaron una remodelación de la fachada a lo largo de lo que hoy es Largo Goldoni. Hacia 1640, el arquitecto Martino Longhi, el Joven recibió el encargo de construir la escalera escenográfica que conduce al patio. En 1776, el palacio pasó a ser propiedad de la familia Ruspoli, que todavía posee partes de la estructura. En el siglo XIX, el palacio albergó el famoso Caffè Nuovo, y también fue el hogar del exiliado Napoleón III .
Una descripción de la escalera en el siglo XVIII señaló que era singular entre los palacios de Roma por su tamaño y por estar construida completamente con escalones de mármol, con un costo de 80 scudi cada uno, dispuestos en cuatro tramos de 30 escalones, diez pies de largo y dos pies de ancho. A lo largo de las escaleras había bustos antiguos de los emperadores Adriano y Claudio; Baco y Silen; Apolo; Mercurio; una mujer vestida de Hércules; y Asclepio.